# Barrio de Dolores
Barrio de Dolores är en ort i Mexiko.   Den ligger i kommunen Ixcaquixtla och delstaten Puebla, i den sydöstra delen av landet, 170 km sydost om huvudstaden Mexico City. Barrio de Dolores ligger 1 904 meter över havet och antalet invånare är 326.
Terrängen runt Barrio de Dolores är platt åt sydväst, men åt nordost är den kuperad. Terrängen runt Barrio de Dolores sluttar västerut. Runt Barrio de Dolores är det ganska glesbefolkat, med 21 invånare per kvadratkilometer. Närmaste större samhälle är San Juan Ixcaquixtla, 3,4 km söder om Barrio de Dolores. Omgivningarna runt Barrio de Dolores är en mosaik av jordbruksmark och naturlig växtlighet.